# Barwna Góra
Barwna Góra (niem. Farbenberg, ok. 720 m n.p.m.) – wzniesienie, a raczej załamanie stoku, w południowo-zachodniej Polsce, w Sudetach Zachodnich, w Górach Izerskich.
Wzniesienie, a raczej załamanie stoku, w zachodniej części Grzbietu Kamienickiego Gór Izerskich. Wyrasta z niewyraźnego, bocznego ramienia, odchodzącego ku północy od Dłużca.
Poniżej Barwnej Góry rozłożone są górne zabudowania Przecznicy.
Zbudowane ze skał metamorficznych – gnejsów i granitognejsów, należących do bloku karkonosko-izerskiego, a ściślej jego północno-zachodniej części - metamorfiku izerskiego.
Od połowy XVIII w. w pobliskiej Przecznicy wydobywano rudy kobaltu do produkcji farby - błękitu kobaltowego i stąd może pochodzić nazwa tego miejsca.
Cały masyw jest zalesiony.